# Imposto pigouviano

Efeito de um imposto pigouviano.

Uma taxa pigouviana (também conhecida por imposto pigouviano) é um tributo aplicado a uma atividade de mercado que esteja gerando externalidades negativas, que são efeitos colaterais adversos para a sociedade que não são embutidos no preço final das mercadorias. A taxa destina-se a corrigir uma falha de mercado, e o faz ao cobrir o custo social das externalidades negativas, impedindo o excesso de consumo do produto. Um exemplo frequentemente citado de externalidade negativa é a poluição ambiental.
Lógica similar sugere a criação de um subsídio pigouviano para fazer usufrutuários pagarem pelo benefício extra de externalidades positivas, e estimular mais a sua produção. Um exemplo às vezes citado é um subsídio para a provisão de vacina contra a gripe.
Impostos pigouvianos foram nomeados em homenagem ao economista Arthur Pigou, que também desenvolveu o conceito de externalidades econômicas. William Baumol foi fundamental para enquadrar o trabalho de Pigou na economia moderna.

## Argumento Original de Pigou
Em 1920, o economista Britânico Arthur C. Pigou escreveu The Economics of Welfare. No livro, Pigou argumenta que industriais buscam seu interesse privado marginal próprio. Quando o interesse social marginal diverge do interesse marginal privado, o industrial não possui incentivo para internalizar o custo marginal social. Por outro lado, Pigou argumenta, se uma indústria produz benefício marginal social, os indivíduos que recebem o benefício não possuem incentivo para pagar por este serviço. Pigou se refere a estas situações como desserviços incidentais não cobrados e serviços incidentais não cobrados, respectivamente.
Pigou fornece inúmeras ilustrações de desserviços incidentais não cobrados. Por exemplo, se um contratante constrói uma fábrica no meio de uma vizinhança abarrotada, a fábrica causa estes desserviços incidentais não cobrados: maior congestionamento, perda de luz, e perda de saúde dos vizinhos. Ele também referencia negócios que vendem álcool. A maior venda de álcool representa maiores gastos com força policial e prisões para a sociedade, Pigou argumenta, por causa dos crimes associados ao álcool. Em outras palavras, a rede privada de negócios cujo produto é o álcool é peculiarmente grande quando relativa à rede social do produto fruto do mesmo negócio. Ele sugere que isto é o porquê da maioria dos países taxar o álcool.
A divergência entre o interesse privado marginal e o interesse social marginal produz dois resultados primários. Primeiro, como já notado, a parte recebendo o benefício social não paga por este, e aquela criando o dano social não paga por isso. Segundo, quando o custo social marginal excede o benefício marginal privado, o criador do custo produz demasiadamente o produto. No fim das contas, porque a externalidade não-pecuniária superestima o valor social, eles são em demasiado produzidos.
Para lidar com a superprodução, Pigou recomenda uma taxa colocada no produtor que gera a má externalidade. Se o governo consegue medir com precisão o custo social, a taxa poderia equalizar o custo privado marginal e o custo social marginal. Em termos mais específicos, o produtor teria que pagar pela externalidade não pecuniária que fora criada. Isto iria reduzir efetivamente a quantidade do produto produzido, movendo a economia de volta a um equilíbrio saudável.

## Funcionamento da taxa Pigouviana
O gráfico ao lado ilustra o funcionamento da taxa Pigouviana. A taxa desloca a curva de custo privado pelo montante do imposto. Se a taxa é colocada na quantidade de emissões que provém da fábrica, os produtores têm um incentivo para reduzir o output até o nível socialmente ótimo. Se a taxa é colocada na porcentagem de emissões por unidade de produção, a fábrica tem o incentivo de mudar para processos tecnológicos mais limpos.

## Montante fixo de subsídio do imposto
Em 1980, uma nova crítica da taxa Pigouviana emergiu de Dennis Carlton e Glenn Loury. Eles argumentaram que a taxa Pigouviana sozinha não iria criar um resultado eficiente no longo prazo, porque as taxas controlam apenas a escala de firmas individuais, e não o número de firmas em uma indústria particular. No caso de poluição, se cada uma das firmas produzissem uma fração do anteriormente produzido, mas o número de firmas aumentasse exponencialmente, a quantidade de poluição ainda iria aumentar. Para prevenir isto, Carlton e Loury recomendam uma política com o potencial de regular o número de firmas em determinada indústria: Montante fixo de taxas ou Montante fixo de subsídios.
Carlton and Loury apresentam quatro argumentos básicos em seu artigo. Primeiro, que a taxa Pigouviana funciona no curto prazo, porque o número de firmas não pode variar em pouco tempo. Segundo, impostos pigouvianos não funcionam no longo prazo porque o número de firmas pode variar. Terceiro, uma indústria com número específico de firmas e escala pode alcançar o ótimo social de longo prazo. A melhor opção é adicionar uma taxa de entrada para firmas em potencial e um subsídio às firmas correntes para restringir um aumento no número de firmas. Quarto, é possível para uma política tributária criar o ótimo social de longo prazo.
Robert Kohn respondeu a este artigo em “As Limitações da taxa Pigouviana como medicamento de longo prazo para Externalidades: Comentário", dizendo que a taxa Pigouviana ao discorrer sobre emissão de poluentes pode, de fato, criar um ótimo social de longo prazo sem um montante fixo de taxa ou subsídio. Carlton e Loury responderam no mesmo mês, clarificando que eles discutiam o resultado da taxa Pigouviana; enquanto que, Kohn estava discutindo a taxa Pigouviana em emissões. Carlton e Loury fornecem provas numéricas sobre porque estas análises são diferentes. Em última análise, eles argumentam que há casos onde nos quais uma única taxa sobre emissões irão produzir o montante fixo de ótimo social e outras onde uma única taxa sobre o resultado irá atingir este montante ótimo. Ambos os casos só funcionam com os impostos corretamente determinados.

## Hipótese de duplo dividendo
A hipótese do duplo dividendo propõe que uma substituição de taxas ambientais neutras em termos de receita por taxas que aumentem a receita pode oferecer dois benefícios. A ideia foi primeiramente adiantada por Tullock (1967) em um periódico intitulado 'Vantagens Excessivas'. O primeiro benefício (ou dividendo) é o benefício ou ganho de bem-estar resultado de melhoria no ambiente (menos poluição), e o segundo dividendo ou benefício é relacionado com a redução nas distorções no sistema tributário de aumento de receita, o qual também produz melhorias de bem-estar. Esta ideia recebeu pouca atenção até o início da década de 90, quando a economia das mudanças climáticas atraiu atenção para o tópico dos tributos ambientais.
O termo 'duplo dividendo' se tornou deveras usado seguindo a sua introdução por David Pearce, em 1991. Pearce notou que estimativas do excesso de carga marginal (custo marginal distorcido) de níveis existentes de tributação na economia norte americana estão entre 20 e 50 centavos por dólar de receita coletado. Porque a receita vinda do tributo sobre carbono seria reciclada (usada para abaixar taxas distorcidas e preexistentes), a política seria sem incidência nas receitas, e um benefício secundário vindo de reciclagem da receita justificaria um imposto sobre carbono ainda maior. É geralmente aceito agora que a magnitude do benefício de "reciclagem de receita" é menor que os 20-50 centavos por dólar da receita, mas há visões que diferem em se o segundo efeito é positivo ou negativo. A linha de argumento sugerindo que o segundo "benefício" é negativo propõe um prévio e desconhecido "efeito de interação fiscal".
Em um artigo de 1997, Don Fullerton e Gilbert E. Metcalf avaliaram a hipótese de duplo dividendo. Eles definem a hipótese de duplo dividendo como a teoria de que taxas ambientais podem melhorar o ambiente e acrescentar eficiência econômica simultaneamente. Qualquer motivação pode legitimamente apoiar uma reforma tributária. O primeiro dividendo intuitivamente faz sentido: diminuir a emissão de poluentes melhora o ambiente. O melhoramento na eficiência econômica resulta de um deslocamento das taxas distorcidas como o imposto de renda. Fullerton e Metcalf notam que para cada $1 extraído em taxas, um fardo de $1.35 recai sobre a economia. De certa forma, o setor privado deve engolir este excesso de carga de 35 centavos sem razão particular. O segundo dividendo visa eliminar alguns destes excessos de carga.
Por mais tentador que seja, Fullerton e Metcalf argumentam, a validade da teoria do duplo dividendo não pode se estabelecer inteiramente. Um observador deve avaliar cada circunstância individualmente. Fullerton e Metcalf fornecem guias para esta análise. Duas questões ajudam formar esta análise: o que é o status quo? O que são as especificidades da reforma? O montante e a natureza dos tributos atuais, permitem, e regulações influenciam grandemente os resultados de tributos adicionais. Além disso, onde a receita tributária vai em grande afeta o sucesso do tributo.
Segundo, Fullerton e Metcalf dizem que a literatura prévia a respeito da taxa Pigouviana focam demasiadamente na receita de dividendos e muito pouco nos dividendos ambientais de tributos ambientais. Seus predecessores ingenuamente se valem muito de receitas, Fullerton e Metcalf argumentam, porque eles falham em reconhecer que todos os tributos irão impor custos a alguém. Estes tributos podem tirar o peso dos benefícios ambientais. Portanto, o governo deve usar a receita da taxa Pigouviana para diminuir outro tributo se quer minimizar os danos causados a economia por uma taxa.
Fullerton e Metcalf também mencionam que a efetividade de qualquer tipo de taxa Pigouviana depende se ela suplementa ou substitui uma regulação existente sobre a poluição. Se o imposto substitui, é mais provável que irá ser ambientalmente neutra, mesmo que afete a receita positivamente. Se o imposto suplementa, pode ser ou não ser sem incidência ambiental e nas receitas, dependendo da efetividade da regulação original. O status quo afeta substancialmente o resultado do imposto proposto.

## Taxa Pigouviana e tributação distorcionária
A. Lans Bovenberg e Ruud A. Mooij argumentam que há um cenário ideal e um segundo cenário ideal no seu artigo "Imposições de caráter ambiental e de distorção na Tributação." No primeiro caso ideal, o governo não precisa buscar receita proveniente de tributos distorcionários como imposto de renda, e a taxa Pigouviana pode criar um ótimo social de longo prazo. No mundo real, segundo melhor caso ou segundo caso ideal, o status quo inclui um imposto de renda que distorce a oferta de trabalho. Nesta situação, Bovenberg e Mooij escrevem que o melhor tributo vem por debaixo do afazer de uma taxa Pigouviana.
Bovenberg e Mooij estabelecem que donas de casa consumem um bem sujo (d) e um bem limpo (C). Se o governo taxa D, pode usar a receita conseguida para abaixar a taxa de renda imposta ao trabalhador. Ao mesmo tempo, a taxa imposta à firma irá aumentar o preço de D. O diminuído imposto de renda e o os maiores preços de consumo se igualam, estabilizando o salário líquido real. Mas porque o preço de C não muda e pode ser substituído por D, consumidores comprarão C ao invés de D. De repente a base da taxa ambiental do governo erodiu e levou a receita consigo. O governo então não pode mais pagar par manter o imposto de renda do trabalhador baixo. Bovenberg e Mooij atestam que o aumento no preço de bens irá desbalancear a pequena diminuição no imposto de renda. Trabalho e lazer se tornam mais intercambiáveis quanto menor o salário líquido real (ou depois de impostos sobre salário) cai. Com esta diminuição do salário líquido real, mais pessoas deixam o mercado de trabalho. Em última análise, o trabalho tem o custo de todos os bens públicos.
Goulder, Parry, e Burtraw concordam que a rede social de bem-estar depois da implementação de um tributo articulam-se junto da preexistente taxa de imposto. Don Fullerton concordou com esta análise em 1997 em seu artigo “Environmental Levies and Distortionary Taxation: Comment.” Ele acrescentou que abaixar o imposto de renda e taxar o bem sujo é igual a aumentar a taxa ao trabalhador e subsidiar o produto limpo. Estas duas políticas criam o mesmo efeito, diz Fullerton.
Em 1998, Fullerton e E. Gilbert Metcalf explicam esta teoria mais profundamente. Eles começam pela definição de termos. O salário bruto reflete o salário antes de impostos que um trabalhador recebe. A forma mais simples do salário líquido é o salário antes de impostos menos o imposto de renda. Na realidade, porém, o salário líquido é o salário bruto vezes um menos a taxa de imposto, tudo dividido pelo preço de bens de consumo. Com o status quo imposto de renda, perda de peso morto existe. Qualquer além do preço de bens de consumo ou um aumento no imposto de renda estende-se ainda à perda de peso morto. Qualquer um desses cenários reduz o salário líquido, reduzindo a oferta de trabalho oferecido. Oferta de trabalho diminui por causa do intercâmbio de trabalho / lazer. Se alguém é pago muito pouco, ele ou ela pode decidir que já não vale a pena o seu tempo para continuar nesse trabalho. Assim, o emprego diminui. Se a taxa Pigouviana aumenta o preço dos bens de consumo e também diminui o imposto de renda, ou substitui o imposto de renda, Fullerton argumenta que o salário líquido não é afetado.
Esta rejeição da hipótese do duplo dividendo achada na literatura "Interação fiscal" foi recebida com surpresa e ceticismo entre economistas por uma variedade de razões. Existem múltiplas fontes de ambiguidade, diferentes definições do que constitui um 'duplo dividendo', e a confusão causada quando comparando modelos diretos versus programa de impostos indiretos, a dependência de comparações com uma referência confiável, e má interpretação da notação na literatura.
Embora a questão central para a hipótese de duplo dividendo e a literatura Interação fiscal tem sido se os ganhos de bem-estar de tributação ambiental em uma segunda melhor ideal são maiores ou menores do que em um primeira definição ideal, a literatura Interação fiscal leva esta questão central e emoldura-a indiretamente, perguntando se o segundo melhor imposto ambiental ideal é maior ou menor do que a primeira ideal taxa Pigouviana. Esta questão também não é respondida diretamente, porque a primeira ideal taxa Pigouviana é substituída por uma definição de danos sociais marginais, cujo valor muda de acordo com o nível de impostos e programa de imposto de normalização. Isto torna-se um ponto de referência não confiável e mutativo .
Retrospectivamente, três fatores contribuíram para interpretações equivocadas na literatura TF: um erro algébrico, a utilização de uma referência confiável, e de composição desconhecida ou de dupla tributação. Como resultado, a conclusão de que existia um efeito de interação fiscal grande, previamente despercebida de distorção pode ser visto como parte devida a más interpretações. Apesar dessas fontes de confusão, continua a ser o caso de que a) a possibilidade de um duplo dividendo depende de detalhes específicos para as demandas e da economia em que um imposto ambiental está sendo considerado, e b) que os ganhos de eficiência com a reciclagem da receita será maior, potencialmente significativamente maior, do que quando as receitas não são coletadas e utilizadas para reduzir os impostos de arrecadação de receitas preexistentes. Vários estudos de investigação usando modelos numéricos encontram evidências em favor da hipótese do duplo dividendo.
Apesar de recente controvérsia sobre este assunto, as conclusões que podem ser tiradas estão em sintonia com a intuição econômica. Os impostos ambientais e de aumento das receitas são instrumentos complementares para atingir dois tipos diferentes de metas do governo: a provisão de bens públicos com impostos motivou-se de receitas e à proteção da qualidade do ambiente com impostos corretivos. Na verdade, a busca conjunta destes dois objetivos através de impostos pode atentar o governo para justificar a fazer mais de cada um, tornando o imposto ambiental ideal maior do que seria de outra forma, e através da redução do custo de distorção de financiar a provisão de bens públicos.

## Alternativas
A taxa Pigouviana é um método comumente usado por governos, pois tem custos relativamente baixos de transação associados à implementação. Outros métodos, como a regulamentação ou subsídios de comando e controle supõe que o governo tem um conhecimento completo do mercado, que quase nunca é o caso, e muitas vezes pode levar a ineficiências e falhas de mercado através de comportamento de procura por indivíduos e empresas.

### Nenhuma intervenção (negociação direta entre as partes)
O economista Ronald Coase argumentou que os indivíduos podem chegar a um acordo com um resultado eficiente sem a necessidade de um terceiro, quando os custos de transação são baixos. Ele diz que é menos custoso, ou caro, e menos difícil para dois vizinhos para chegar em acordo sobre uma cerca, sobre barulho, ou sobre a quantidade de fumaça do que estes dois vizinhos buscarem uma terceira parte para resolver a situação por eles. Mesmo quando diversas partes estão envolvidas, interferência externa pode resultar em um resultado ineficiente.

### Limites de firmas
Em vez de tributar o produtor da externalidade negativa, o governo poderia regular a produção dessa externalidade negativa. Fullerton e Metcalf argumentam que a restrição da quantidade de poluição que todas as empresas em uma indústria pode produzir, indiretamente, reduz a produção de todas as empresas. Esta redução da oferta global irá automaticamente aumentar o preço de consumo do bem. Estes tipos de restrições-comando e controle estimulam lucros de cartel. Fullerton e Metcalf afirmam que os custos de produção não mudam, e afirmam que as empresas podem ganhar lucros bem acima do que é ganho antes dos regulamentos até mesmo com a venda de uma quantidade menor de bens. Se o custo de produção de todas as empresas aumentou simultaneamente devido a uma regulamentação, as empresas podem ser capazes de aumentar o preço de maneira uniforme. Eles não consideram a elasticidade dos produtos e isso é efeito sobre a quantidade de demanda e lucros finais da indústria. [carece de fontes?]

### Cap and trade
Outra alternativa para a aplicação de impostos pigouvianos é o governo colocar um limite na quantidade total do resultado da produção causando a externalidade negativa e criar um mercado de direitos ao gerar este resultado específico. Nos Estados Unidos desde a década de 1970, e em outras nações desenvolvidas desde a década de 1980, o conceito de um mercado para "direitos de poluição" surgiu. Dar os direitos de graça (ou pelo menos de preço de mercado) permite que os poluidores a perder menos lucro ou até mesmo ganhar lucros (com a venda de seus direitos) em relação ao mercado mantenham seu caso inalterado.
Goulder, Perry, e Burtraw sugerem que vender permissões ou direitos a firmas é a melhor opção, mas reconhecem que muitas firmas no status quo são protegidas, significando que lhe são dadas isenções. Os autores incluem os exemplos dos regulamentos dos EUA em usinas elétricas movidas a carvão que requerem a redução de 10 milhões de toneladas de emissões de dióxido de enxofre. Eles estimam que mais de metade dos US$ 907 milhões de impostos preexistentes poderiam ter sido eliminado por leiloar as licenças de direitos adquiridos ao invés de protege-las.

## Críticas
A maioria das críticas à taxa Pigouviana referem-se à determinação do imposto e da implementação. Pigou e Friedrich Hayek salientam que a suposição de que o governo pode determinar o custo social marginal de uma externalidade negativa e converter o valor em um valor monetário é uma fraqueza da taxa Pigouviana. William Baumol sugere que a mensuração do custo social é quase impossível. Ronald Coase argumenta que todos os custos sociais são de natureza recíproca, por isso, uma vez que o imposto é definido, ele não deve ser alterado. Outros apontam que fatores políticos podem complicar a implementação de uma taxa Pigouviana.

### Problema de mensuração
Arthur Pigou disse: "Deve ser confessado, entretanto, que nós raramente sabemos o suficiente para decidir em quais campos e em que extensão o Estado, por conta de [lacunas entre os custos privados e públicos] poderia interferir com a escolha individual." Em outras palavras, a lousa "modelo" do economista assume um conhecimento que nós não possuímos - é um modelo como dadas inferências as quais são de fato não dadas a qualquer um. Friedrich Hayek argumentaria que este conhecimento o qual não pode ser fornecido como um "dado" por algum "método" ainda a ser descoberto, em causa de insuperáveis limites cognitivos.[carece de fontes?]
William Baumol assim como Polodoo (2008) têm argumentado que é extraordinariamente difícil medir os custos sociais de quaisquer externalidades, especialmente porque muitos custos sã psicológicos e individuais. Mesmo que uma medida do efeito psicológico de alguma externalidade existisse, seria impossível coletar esses dados para todos os indivíduos afetados e, em seguida, encontrar o nível de resultado ideal. Uma vez que não é possível encontrar o nível de ótimo do resultado, não é possível encontrar o nível ótimo da taxa Pigouviana. No final, Baumol argumenta que a melhor solução é definir um padrão mínimo de aceitabilidade para externalidades negativas, e criar sistemas fiscais para atingir esses padrões mínimos. Baumol salienta que as comissões do governo têm uma tradição de chegar a acordo sobre as normas mínimas, de modo que a praticidade desta solução é razoável.
Peter Boettke traz que "O remédio de Pigou era trazer custos privados marginais (subjetivamente entendidos) em linha com os custos sociais marginais (objetivamente compreendidos). O problema, James M. Buchanan apontou, foi que o analista tinha de especificar as condições em que os custos objetivamente mensuráveis poderiam ser apurados pelos agentes econômicos e políticos. Em equilíbrio competitivo geral também não há desvios entre os custos marginais privados e custos sociais marginais. Em outras palavras, Buchanan (como Ronald Coase) apontou que os remédios impostos de Pigou ou são possíveis e redundantes, ou impossíveis de definir, porque as condições pressupostas para o seu estabelecimento, quer eliminar a sua necessidade ou (se ausente) impedem a sua promulgação. "Em outras palavras, "Karen I. Vaughn assinalou o dilema envolvido nesta situação Para calcular o imposto corretivo adequado: o decisor político deve saber o preço de equilíbrio. Ainda a situação exigindo correção implica uma situação de desequilíbrio."

### Problema de custo Recíproco
Ronald Coase argumenta que o imposto colocado em uma indústria criando uma externalidade negativa não deve ser alterado depois de ser implementado. O cerne do seu argumento é que todos os custos sociais são de natureza recíproca. Coase argumenta que a fábrica emissora de fumaça não é inteiramente responsável pelo dano social do ar enfumaçado. Se a fábrica não estava lá, ninguém iria sofrer de ar enfumaçado, e se as pessoas não estavam lá, ninguém iria sofrer de ar enfumaçado. Graças a esta reciprocidade do dano, Coase argumenta que nenhum partido tem exclusiva responsabilidade sobre os danos sociais, de modo que nenhuma das partes deve pagar o custo total.
O dano social piora, Coase argumenta, se apenas um infrator paga o mal social. Se a fábrica emissora de fumaça deve pagar caro por toda a sua fumaça, irá reduzir a sua quantidade de produção ou comprar a tecnologia necessária para reduzir a sua taxa de fumaça. Com o advento de ar limpo, os vizinhos podem se mover para a área. Isto imediatamente aumenta o custo social marginal da fábrica, o que exigiria um aumento do imposto sobre a fumaça gerada. Essencialmente, cada vez que com os aumentos de impostos, a população aumenta e o custo marginal do status quo aumenta de novo, então a fábrica é punida por fazer condições boas o suficiente para que as pessoas queiram se mudar para lá.
Uma complexidade dessa situação é a de máximos locais múltiplos, ou os cenários mais favoráveis intercambiáveis. Tudo depende dos números. Se o custo de diminuir todo a fumaça é maior do que o custo de se mover para fora, os vizinhos devem se mover para fora e deixar a fábrica continuar emitindo fumaça. Por outro lado, se ele custa menos para diminuir a fumaça do que para mover os vizinhos, então a fábrica deve pagar o imposto ou comprar a tecnologia limpa para fornecer ar limpo para os moradores do entorno. Uma vez que a melhor solução é implementada, Coase argumenta que o imposto não deve mudar, independentemente da evolução das circunstâncias. Neste caso, se o imposto for cobrado na fábrica e mais alguns vizinhos se movem, o imposto de fábrica não deve aumentar.

### Problema político
Fatores políticos, tais como lobby do governo por poluidores podem também tender a reduzir o nível do imposto cobrado, o que tenderá a reduzir o efeito de redução do imposto; lobbying do governo por interesses especiais que calculam o utilitário negativo da externalidade mais elevada do que outros podem também tender a aumentar o nível do imposto cobrado, o que tenderá a resultar em um nível subótimo de produção.
Fatores políticos podem resultar em problemas de cortesia quando os adversários da poluição afirmarem irracionalmente altos níveis de dano ou operar a partir de uma agenda escondida de extirpar o agente poluidor, independentemente das perspectivas para regulá-la de causar danos mínimos; reguladores são então conduzidos para definir os níveis de impostos absurdamente altos, possivelmente altos o suficiente para proibir efetivamente a operação.
Da mesma forma, os lobistas cujas agendas são totalmente ortogonais para a redução da poluição, por si só podem intervir com os reguladores para impulsionar as taxas de imposto maior ou menor, evitando assim um funcionamento ideal do imposto. Casos prováveis de tais organizações incluem a intenção de diminuir o valor de mercado do poluidor como parte de um plano pendente para comprar a sua entidade parental. Alternativamente, pode haver esforços para impulsionar o valor de mercado do maior poluidor antes da sua venda. Exemplos do mundo real familiares a grupos de intervenientes para o motivo não relacionado com a redução da poluição incluem adversários (ou da organização parental do poluidor) às práticas trabalhistas de poluidores e grupos com a oposição aparentemente religiosa para qualquer coisa ligada à energia nuclear.
Earl A. Thompson e Ronald Batchelder citaram um problema político com os impostos pigouvianos. É que se uma empresa pode influenciar a taxa de imposto ou regulamentos colocados sobre este, os resultados não serão tão certos como Pigou e Baumol sugeriram. Baumol respondeu a isto, dizendo que quase todas as discussões sobre impostos pigouvianos incluem assunções de pura competição.
Thomas A. Barthold argumenta em 1994 que as decisões políticas reais muitas vezes vêm de requisitos de orçamento, não a preocupação com o meio ambiente. Os impostos não sempre estão paralelos a teoria econômica porque os benefícios e custos sociais são difíceis de medir. Ele usa o Protocolo de Montreal de 1989 como um exemplo. O presidente George H.W. Bush assinou este protocolo que permitia que qualquer leilão de autorização ou de um imposto sobre os produtos químicos que destroem o ozônio acontecesse. Barthold atribui a decisão de implementar o imposto à pressão sobre a comissão, de formas e meios para chegar até a receita mais consistente.
A política fiscal também não estava de acordo com os princípios básicos de bom senso econômico. Por um lado, faz sentido impor um imposto sobre a indústria que cria o problema da poluição, sobre a atividade que emite as substâncias químicas nocivas. Esta atividade particular passou a ser o uso de automóveis com sistemas de compressores de fuga, mas por causa do alto custo de administração de tributação que muitas pessoas observam, o governo decidiu tributar os produtores desses produtos químicos, embora não contribuiu em nada para os problemas reais de clorofluorcarbono na atmosfera.
Outra evidência das motivações alternativas para esta política é o fato de que o imposto de base aumenta anualmente. Será que os danos causados pelos clorofluorcarbonos e clorofluorocarbonetos aumentam a cada ano e com a mesma velocidade? Quem pode dizer que US$ 1,37 por libra de clorofluorcarbonos é uma descrição precisa do custo social marginal da poluição? A caminhada em evidência, o imposto em 1992, que empatou o orçamento da Energy Policy Act inflamou as suspeitas de Barthold. Além disso, as empresas exportadoras não devem receber isenções de impostos ambientais, simplesmente porque eles são exportadores de mercadorias. Se a motivação para este imposto foi simplesmente o primeiro dividendo, a melhoria do ambiente, em seguida, todas as empresas, quer estejam ou não exportando, seriam tributadas.
Afora esta frustração, Barthold observou que os políticos muitas vezes preferem regulamentos com benefícios óbvios e os custos ocultos mais do que regulamentos com benefícios ocultos e custos óbvios. Esta é uma razão por que os políticos preferem muitas vezes distribuir licenças para as empresas, em vez de impor um imposto sobre elas, mesmo que o imposto é economicamente mais eficiente. Licenças livres criam vencedores das empresas de direitos adquiridos e perdedores do consumidor que tem que pagar mais pelo mesmo produto. De acordo com Barthold, a tributação torna perdedores os produtores de fábrica e vencedores indiretos os consumidores.

## Further reading
- Mankiw, N. Gregory (2001), Principles of Economics, ISBN 0-03-025951-7 Second ed. , Fort Worth: Harcourt College Publishers, p. 216.
- Pigou, A.C. "II, Chapter IX: Divergences Between Marginal Social Net Product and Marginal Private Net Product" in The Economics of Welfare (1932)